# Volksabstimmung in Dänemark 1972 über den Beitritt zur Europäischen Wirtschaftsgemeinschaft
Am 2. Oktober 1972 fand in Dänemark eine Volksabstimmung über den Beitritt des Landes zur Europäischen Wirtschaftsgemeinschaft statt. Bei einer Wahlbeteiligung von 90,1 % stimmten 63,3 % für den EWG-Beitritt des Landes, der im darauffolgenden Jahr erfolgte.

## Vorgeschichte
Nach dem Zweiten Weltkrieg schloss sich Dänemark der westlichen Wertegemeinschaft an und wurde Mitglied in einigen supranationalen Organisationen, wie der NATO und dem Europarat (beide 1949), dem Nordischen Rat (1952) und der Europäischen Freihandelsassoziation (EFTA, 1960). Bei der EFTA-Mitgliedschaft waren jedoch Landwirtschaft und Fischerei – zwei zentrale Bestandteile der dänischen Wirtschaft – ausgeklammert.
Im August 1961 ersuchte der damalige dänische Außenminister Jens Otto Krag den Folketing um eine Autorisierung um Verhandlungen über eine Mitgliedschaft Dänemarks in der Europäischen Wirtschaftsgemeinschaft aufnehmen zu können. Am 10. August 1961 stellte Dänemark weitgehend parallel zu Norwegen, Irland und dem Vereinigten Königreich formell einen Antrag auf Aufnahme in die EWG. Dieser erste Antrag scheiterte jedoch ebenso wie ein zweiter im Jahr 1967 am Veto Frankreichs unter Präsident Charles de Gaulle. Nach dem zweiten gescheiterten Aufnahmeantrag versuchte sich Dänemark mit dem Plan einer „Nordischen Europäischen Gemeinschaft“ NORDEK aus den skandinavischen Staaten mit Finnland, der aber letztlich aufgrund unterschiedlicher Vorstellungen nicht realisiert wurde. Die Beitrittsverhandlungen mit der EWG konnten nach dem Ende des französischen Vetos wieder aufgenommen werden und führten am 22. Januar 1972 zur Unterzeichnung des Beitrittsvertrages von Dänemark, Irland, Norwegen und dem Vereinigten Königreich zur EWG. Am 9. Mai 1972 erklärte das Europäische Parlament in einer Resolution seine Zustimmung zu dieser Norderweiterung.
Seit der Folketingswahl vom September 1971 regierte in Dänemark eine sozialdemokratische Minderheitsregierung unter Ministerpräsident Jens Otto Krag. Der EWG-Beitritt wurde von der Regierung unterstützt, die auch die Beitrittsmodalitäten ausgehandelt hatte. Die bürgerlichen Oppositionsparteien waren ebenfalls für den Beitritt. Abgelehnt wurde der Beitritt von der politischen Linken und im Besonderen der Sozialistischen Volkspartei. Auch innerhalb der sozialdemokratischen Fraktion gab es einige Reservationen, insbesondere unter neu gewählten Abgeordneten. Auch bei der bürgerlichen sozialliberalen Radikale Venstre fanden sich einige Skeptiker. Bei der entscheidenden Abstimmung im Folketing stimmten 141 Abgeordnete für und 34 Abgeordnete gegen das EWG-Beitrittsgesetz. Unter den 34 Beitrittsgegnern befanden sich 12 Sozialdemokraten und vier Radikale-Venstre-Abgeordnete. Nach der dänischen Verfassung von 1953 musste im Falle der Abgabe nationaler Souveränitätsrechte das entsprechende Gesetz im Folketing mit einer 5/6-Mehrheit verabschiedet werden. Andernfalls war eine Volksabstimmung über das Gesetz abzuhalten. Die 5/6-Mehrheit war bei der Abstimmung verfehlt worden, womit die Abhaltung einer Volksabstimmung obligatorisch wurde. Der Tag der Abstimmung wurde auf den 2. Oktober 1972 festgelegt.
Im Wahlkampf vor der Abstimmung sprachen sich alle größeren Wirtschaftsverbände, Gewerkschaften und Zeitungen für den EWG-Beitritt aus. Entschiedenster Gegner des Beitritts war die radikale Linke mit der Sozialistischen Volkspartei, sowie die einige Monate zuvor gegründete Folkebevægelsen mod EF (Volksbewegung gegen die EG). Meinungsumfragen vor der Abstimmung zeigten, dass auch Anhänger der zum Teil euroskeptischen Sozialdemokraten mehrheitlich für den EWG-Beitritt waren.

### Grönland
In Grönland, das zu diesem Zeitpunkt staatsrechtlich Teil Dänemarks war, war der EWG-Beitritt von Anfang an unpopulär, da man Nachteile durch die zu erwartende Nutzung grönländischer Gewässer durch Fischereiflotten der EWG-Länder befürchtete.

### Färöer
Auf den Färöern stimmte die Bevölkerung separat über den EWG-Beitritt ab. Der Beitritt wurde mehrheitlich abgelehnt, weswegen die Inselgruppe auch nicht an der Volksabstimmung 1972 teilnahm.

## Abstimmungsergebnis

Landesweites Ergebnis

Die Wahlbeteiligung lag bei 90,1 % und damit so hoch wie bei keiner anderen Volksabstimmung zuvor. Eine deutliche Mehrheit von 63,3 Prozent stimmte mit „Ja“ und eine Minderheit von 36,7 % mit „Nej“.
| Stimmabgabe       | Stimmen   | Prozent |
| ----------------- | --------- | ------- |
| Ja                | 1.958.115 | 063,3 % |
| Nein              | 1.135.691 | 036,7 % |
| Gültige Stimmen   | 3.093.806 | 100,0 % |
| Ungültige Stimmen | 19.316    | 0,6 %   |
| Wahlberechtigte   | 3.453.763 | 100,0 % |

Am 1. Januar 1973 trat Dänemark mit Grönland der EWG bei.